# Marc Rissmann
Marc Rissmann, también conocido como Marc Rißmann, (1980) es un actor alemán. Hizo de Harry Strickland en la octava temporada de Game of Thrones.

## Filmografía

### Películas
| Año  | Título                                     | Papel         | Notas        |
| ---- | ------------------------------------------ | ------------- | ------------ |
| 2019 | A Call to Spy                              | Klaus Barbie  |              |
| 2018 | Overlord                                   | Scherzer      |              |
| 2015 | Friesland: Familiengeheimnisse             | Thorsten      |              |
| 2013 | Prehistoria                                | Kev           | Cortometraje |
| 2012 | Marie Brand und das Lied von Tod und Liebe | Michael Fleck |              |
| 2012 | Tod einer Polizistin                       | Oli           |              |
| 2011 | Nazi Goreng                                | Jan           |              |

### Televisión
| Año  | Título            | Papel                        | Notas       |
| ---- | ----------------- | ---------------------------- | ----------- |
| 2019 | Game of Thrones   | Harry Strickland             | 1 episodio  |
| 2017 | Riviera           | Klaus Schneider              | 2 episodios |
| 2017 | Into the Badlands | Nos                          | 1 episodio  |
| 2017 | The Last Kingdom  | Tekil                        | 4 episodios |
| 2017 | SOKO Stuttgart    | Mark Schildt / Andi Springer | 2 episodios |